# Liste der Bodendenkmale in Hademstorf
In der Liste der Bodendenkmale in Hademstorf sind alle Bodendenkmale der niedersächsischen Gemeinde Hademstorf aufgelistet. Die Quelle ist der Denkmalatlas Niedersachsen. 
Der Stand der Liste ist der 17. November 2024.
Allgemein

Hademstorf im Heidekreis

In den Spalten finden sich folgende Informationen des Bodendenkmales:
Lagegeographische Koordinaten
BezeichnungBezeichnung lt. Denkmalatlas
BeschreibungBeschreibung lt. Denkmalatlas
IDObjekt-ID
BildBild, ggf. zusätzlich mit Link zu weiteren Fotos im Medienarchiv Wikimedia Commons.

## Hademstorf
| Lage                        | Bezeichnung              | Beschreibung | ID       | Bild |
| --------------------------- | ------------------------ | --- | -------- | ---- |
| 52° 43′ 10″ N, 9° 37′ 42″ O | Hademstorf 8, Grabhügel  | Durchmesser ca. 22 m und Höhe ca. 1,5 m. Nordostrand durch Sandentnahmestelle zerstört.                                                   | 34821706 | BW   |
| 52° 43′ 12″ N, 9° 37′ 36″ O | Hademstorf 16, Grabhügel | Durchmesser ca. 16 m und Höhe ca. 1,6 m, im Nord- und Südrand teilweise abgetragen, im Südwesten, Süden und Südosten von Weg geschnitten. | 34821499 | BW   |